# Elizabeth Finch, 1.ª Condessa de Winchilsea
Elizabeth Finch (nascida Elizabeth Heneage; Copt Hall, 9 de julho de 1556 — Eastwell, 23 de março de 1634) foi uma nobre inglesa. Ela recebeu os títulos suo jure condessa de Winchilsea e viscondessa Maidstone. Foi casada com Sir Moyle Finch, 1.º Baronete Finch de Eastwell.

## Família
Elizabeth foi a única filha de Sir Thomas Heneage, chanceler do Ducado de Lencastre e Vice-Camareiro da rainha Isabel I de Inglaterra, e de sua primeira esposa, Anne Poyntz. Os seus avós paternos eram Robert Heneage de Lincoln e Lucy Buckton, sua segunda esposa. Os seus avós maternos eram Sir Nicholas Poyntz e Joan Berkeley.

## Biografia
Aos dezesseis anos, Elizabeth casou-se com Moyle Finch, de cerca de vinte e dois anos de idade, no dia 4 de novembro de 1572. Moyle era filho de Sir Thomas Finch e de Catherine Moyle.
O pai dela, Sir Thomas, faleceu em 20 de novembro de 1595. A senhora Finch e a segunda esposa de Thomas, Mary Browne, Condessa de Southampton, chegaram a um acordo no qual Elizabeth garantiu que a sua madrasta receberia a renda anual de £ 600, e a condessa por sua vez, quitaria as dívidas de seu falecido esposa com a Coroa, que chegavam a quantia de £ 13 000.
Elizabeth fazia parte da corte da rainha Isabel I, e esteve presente na procissão de seu funeral, em abril de 1603. A nobre também frequentou a corte de Jaime I, sucessor da rainha.
Em 1611, o seu marido tornou-se 1.º baronete Finch de Eastwell, em Kent. O casal teve dez filhos.
Moyle faleceu em 18 de dezembro de 1614, e foi enterrado em Eastwell.
Após a morte do marido, Elizabeth e a família se esforçaram para elevar a sua posição. Em 8 de julho de 1623, ela foi criada viscondessa Maidstone. Para assegurar esta honra, ela transferiu Copt Hall, a sede da família, para Lionel Cranfield, 1.º Conde de Middlesex, o tesoureiro.
Alguns anos depois, ela tornou-se a primeira condessa de Winchilsea em 12 de julho de 1628, com os seus filhos como sucessores.
A condessa faleceu em 23 de março de 1634, e foi enterrada no cemitério da Igreja de Santa Maria, em Eastwell.
Nesta mesma igreja, esteve presente um monumento em homenagem aos membros da família Finch, esculpido por Nicolas Stone, na década de 1630. Atualmente, a obra está em exibição no Museu Vitória e Alberto, em Londres.

## Descendência
- Anne Finch (1574 - 14 de novembro de 1638), foi esposa de Sir William Twysden, 1.º Baronete Twysden de East Peckham, com quem teve sete filhos;
- Thomas Finch, 2.º Conde de Winchilsea (c. 1575 - 4 de novembro de 1639), sucessor da mãe. Foi casado com Cecille Wentworth. Teve descendência;
- Sir Theophilus Finch (c. 1576 - antes de 1633), foi 2.º baronete Finch de Eastwell. Não se casou e nem teve filhos;
- John Finch (c. 1580 - 1639), foi marido de Anne Waller, com quem teve três filhos;
- Francis Finch (c. 1582 - c. 1612), foi marido de Anne Barker. Sem descendência;
- William Finch;
- Robert Finch;
- Catherine Finch (1588 - 1639), foi esposa de John Wenthworth, 1.º baronete, com quem teve duas filhas;
- Sir Heneage Finch (c. 1595 - 5 de dezembro de 1631), foi Sargento de armas da Câmara dos Comuns. Sua primeira esposa foi Frances Bell, com quem teve onze filhos, e sua segunda esposa foi Elizabeth Craddock, com quem teve duas filhas;
- Elizabeth Finch.